# Culicoides bubalus
Culicoides bubalus är en tvåvingeart som beskrevs av Mercedes Delfinado 1961. Culicoides bubalus ingår i släktet Culicoides och familjen svidknott. Inga underarter finns listade i Catalogue of Life.